# Bekzat Sattarkhanov
Bekzat Sattarkhanov (n. 4 aprilie 1980, Türkıstan qalasy, RSS Kazahă, URSS – d. 31 decembrie 2000, Astana, Kazahstan) a fost un boxer ce a reprezentat Kazahstan, medaliat olimpic. A participat la o ediție a Jocurilor Olimpice (2000) în care a câștigat o medalie de aur.

## Participări
Lista de mai jos prezintă principalele competiții la care a participat Bekzat Sattarkhanov de-a lungul carierei.
- boxing at the 2000 Summer Olympics – featherweight[*]